# Litràcies
Les litràcies (Lythraceae) són una família de plantes angiospermes de l'ordre de les mirtals (Myrtales), dins del clade de les màlvides, un subclade de les ròsides. La seva distribució és cosmopolita i conté prop de 700 espècies agrupades en 28 gèneres.
Normalment són plantes herbàcies amb alguns arbusts i arbres. Tenen una distribució cosmopolita.

## Taxonomia
Aquesta família va ser publicada per primer cop l'any 1805, amb el nom de Lythrariae, al segon volum de l'obra Exposition des familles naturelles et de la germination des plantes pel botànic francès Jean Henri Jaume Saint-Hilaire (1772-1845).
Pel que fa a les divisions intrafamiliars es reconeixen dos grans clades.

### Gèneres
Dins d'aquesta família es reconeixen els 28 gèneres següents:
- Adenaria Kunth
- Ammannia L.
- Capuronia Lourteig
- Cuphea P.Browne
- Decodon J.F.Gmel.
- Didiplis Raf.
- Diplusodon Pohl
- Duabanga Buch.-Ham.
- Galpinia N.E.Br.
- Ginoria Jacq.
- Gyrosphragma T.B.Cavalc. & Facco
- Heimia Link
- Koehneria S.A.Graham, Tobe & Baas
- Lafoensia Vand.
- Lagerstroemia L.
- Lawsonia L.
- Lourtella S.A.Graham, Baas & Tobe
- Lythrum L.
- Pehria Sprague
- Pemphis J.R.Forst. & G.Forst.
- Physocalymma Pohl
- Pleurophora D.Don
- Punica L.
- Rotala L.
- Sonneratia L.f.
- Tetrataxis Hook.f.
- Trapa L.
- Woodfordia Salisb.